# Einhaus
Einhaus ist eine Gemeinde im Kreis Herzogtum Lauenburg in Schleswig-Holstein. Sie liegt am Westufer des Ratzeburger Sees im Naturpark Lauenburgische Seen.

## Geschichte
Einhaus wurde 1194 im Isfriedschen Teilungsvertrag erstmals urkundlich erwähnt als „Ad unam domum“ (ein einzelnes Haus). Im Jahre 1450 hieß es dann „tom Enenhuse“. Vermutlich war dieses „ene Hus“ ein Zollhaus. Im Jahre 1791 hatte Einhaus 97 Einwohner an neun Feuerstellen. Unter den Bewohnern waren ein Bauernvogt, fünf Hufner, ein Brinksitzer, ein Wegegeldeinnehmer und ein Hirte.
Seit 1741 wurde vom Amt Ratzeburg für die Benutzung der Via Regia sowie der  Heer- und Landstraße zwischen Mölln und Lübeck ein Wegegeld erhoben, das der Anlegung von Steindämmen (sogenannte Landstraßen) diente. Wegegeldpflichtig waren Fahrzeuge und Lasttiere, Fußgänger jedoch nicht.
In den Jahren 1735 und 1736 war als erstes mit dem Grönauer Steindamm begonnen worden, daher hatte das Wegegeld den Namen „Grönauer Wegegeld“.
Von der Zeit als Zollstation zeugt noch das ehemalige Gasthaus „Zum Zoll“ von 1744. Gegenüber stand ein kleines Häuschen, das der Wegeaufsicht gedient haben muss. Darauf deutet die Bezeichnung „Wärterbudenplatz“ hin. Das Häuschen fiel 1851 dem Eisenbahnbau zum Opfer. Die Aufhebung der „Wegegeld-Receptur“ in Einhaus erfolgte am 31. Dezember 1852.
War Einhaus, das 1939 erst 108 Einwohner zählte, bis zum Zweiten Weltkrieg noch stark landwirtschaftlich geprägt, führte die Aufnahme von Flüchtlingen nach Kriegsende zu einem starken Bevölkerungswachstum. Seither hat sich die Einwohnerzahl vervierfacht und der Ort hat sich zu einer Pendlergemeinde gewandelt.

## Politik

### Gemeindevertretung
Bei der Kommunalwahl 2023 errang die Wählergemeinschaft Einhaus alle neun Sitze in der Gemeindevertretung. Die Wahlbeteiligung betrug 65,1 Prozent.

### Wappen
Blasonierung: „In Grün mit von Silber und Schwarz zwölfmal gestücktem Bord eine silberne Stele, die oben in einem Radkreuz mit oben und seitlich überstehenden Balken endet.“

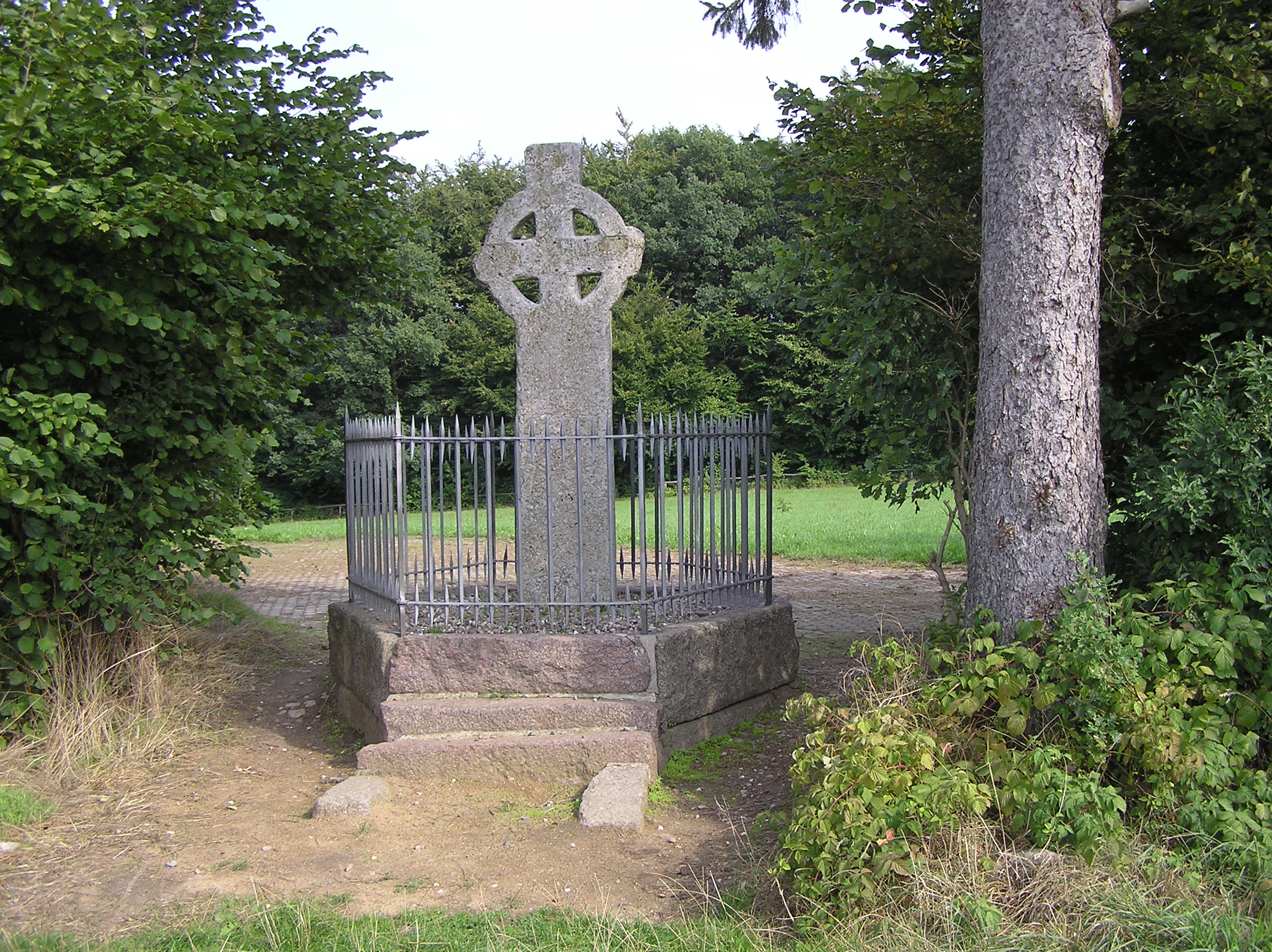
Ansverus-Kreuz bei Einhaus

Das Ansveruskreuz im Wappen geht auf einen Gedenkstein zurück, der an den Märtyrertod des Abtes Ansverus vom Kloster St. Georg auf dem Berge im Jahre 1066 erinnert. Der gestückelte Schildbord stammt aus dem Wappen des Kreises Herzogtum Lauenburg.

## Sehenswürdigkeiten
In der Liste der Kulturdenkmale in Einhaus stehen die in der Denkmalliste des Landes Schleswig-Holstein eingetragenen Kulturdenkmale.

## Verkehr
Einhaus liegt an der Bundesstraße 207 (Alte Salzstraße).